# Émile Borel
Félix Édouard Justin Émile Borel (Saint-Affrique, 7 de janeiro de 1871 — Paris, 3 de fevereiro de 1956) foi um matemático e político francês.
Juntamente com René-Louis Baire e Henri Lebesgue, foi um dos pioneiros da teoria da medida e suas aplicações à teoria da probabilidade. O conceito de um conjunto de Borel é nomeado em sua homenagem. Um de seus livros sobre probabilidade introduziu o engraçado experimento mental que entrou na cultura popular sob o nome de teorema do macaco infinito. Ele também publicou alguns artigos sobre teoria dos jogos.
Foi palestrante plenário do Congresso Internacional de Matemáticos em Cambridge (1912) e Bolonha (1928), e palestrante convidado do Congresso Internacional de Matemáticos em Zurique (1897), Paris (1900), Heidelberg (1904), Roma (1908: Sur les principes de la théorie des ensembles) e Oslo (1936).
Além de uma cratera na Lua, as seguintes entidades são nomeadas em sua homenagem:
- Álgebra de Borel
- Lema de Borel
- Medida de Borel
- Paradoxo de Borel
- Espaço de Borel
- Lema de Borel-Cantelli
- Teorema de Borel-Carathéodory
- Teorema de Heine-Borel
- Soma de Borel
- Centre Émile Borel no Institut Henri Poincaré em Paris

## Obras
- On a few points about the theory of functions (PhD thesis, 1894)
- Introduction to the study of number theory and superior algebra (1895)
- A course on the theory of functions (1898)
- A course on power series (1900)
- A course on divergent series (1901)
- A course on positive terms series (1902)
- A course on meromorphic functions (1903)
- A course on growth theory at the Paris faculty of sciences (1910)
- A course on functions of a real variable and polynomial serial developments (1905)
- Chance (1914)
- Geometrical introduction to some physical theories (1914)
- A course on complex variable uniform monogenic functions (1917)
- On the method in sciences (1919)
- Space and time (1921)
- Game theory and left symmetric core integral equations (1921)
- Methods and problems of the theory of functions (1922)
- Space and time (1922)
- A treatise on probability calculation and its applications (1924–1934)
- Application of probability theory to games of chance (1938)
- Principles and classical formulas for probability calculation (1925)
- Practical and philosophical values of probabilities (1939)
- Mathematical theory of contract bridge for everyone (1940)
- Game, luck and contemporary scientific theories (1941)
- Probabilities and life (1943)
- Evolution of mechanics (1943)
- Paradoxes of the infinite (1946)
- Elements of set theory (1949)
- Probability and certainty (1950)
- Inaccessible numbers (1952)
- Imaginary and real in mathematics and physics (1952)
- Emile Borel complete works (1972)